# جوزيف سيدو موموه
جوزيف سيدو موموه (26 يناير 1967 –3 أغسطس 2003) هو ثاني رئيس لجمهورية سيراليون،تولى المنصب بعد فوزه في الانتخابات الرئاسية التي أجريت في 1985،وفاز بها،واستمر في المنصب حتى أطاح به يحيى كانو في 29 أبريل 1992.